# Portugal-Rundfahrt 2009
Die 71. Portugal-Rundfahrt war ein Rad-Etappenrennen, das vom 5. bis zum 18. August 2009 stattfand. Es wurde in einem Prolog und zehn Etappen über eine Distanz von 1.601 Kilometern ausgetragen. Das Rennen zählt zur UCI Europe Tour 2009.

## Doping
Nach Ende der Rundfahrt wurde bekannt, dass Héctor Guerra, Nuno Ribeiro und Isidro Nozal (alle Liberty Seguros) bereits vor Beginn der Rundfahrt positiv auf das Dopingmittel CERA getestet wurden. Nachdem auch die B-Proben positiv waren, wurden Nuno Ribeiro der Gesamtsieg, die Bergwertung und der Sieg auf der 9. Etappe aberkannt. Als Gesamtsieger rückte David Blanco nach, welcher zusätzlich noch den Sieg auf der 9. Etappe und im abschließenden Einzelzeitfahren (welches Hector Guerra gewann) zugesprochen bekam.
Aufgrund der Dopingfälle zog sich Liberty Seguros mit sofortiger Wirkung zurück.

## Etappen
| Etappe     | Tag        | Start – Ziel                          | km         | Etappensieger    | Führender       |
| Prolog     | 5. August  | Lissabon                              | 2,4 (EZF)  | Candido Barbosa  | Candido Barbosa |
| 1. Etappe  | 6. August  | Caldas da Rainha – Castelo Branco     | 228,7      | Manuel Cardoso   | Manuel Cardoso  |
| 2. Etappe  | 7. August  | Idanha-a-Nova – Guarda                | 175,0      | Candido Barbosa  | Candido Barbosa |
| 3. Etappe  | 8. August  | Fundão – Gouveia                      | 164,3      | Patrik Sinkewitz | Candido Barbosa |
| 4. Etappe  | 9. August  | Trancoso – Mondim de Basto            | 158,1      | João Cabreira    | João Cabreira   |
| 5. Etappe  | 11. August | Felgueiras – Fafe                     | 184,6      | Antonio Piedra   | João Cabreira   |
| 6. Etappe  | 12. August | Barcelos – Santo Tirso                | 174,6      | Eladio Jimenez   | João Cabreira   |
| 7. Etappe  | 13. August | Póvoa de Varzim – São João da Madeira | 161,8      | Danilo Hondo     | João Cabreira   |
| 8. Etappe  | 14. August | Gondomar – Aveiro                     | 166,1      | Oleh Tschuschda  | João Cabreira   |
| 9. Etappe  | 15. August | Oliveira do Bairro – Seia             | 154,6      | David Blanco     | David Bernabéu  |
| 10. Etappe | 16. August | Viseu – Viseu                         | 30,8 (EZF) | David Blanco     | David Blanco    |